# Мавлянова, Айша
Айша Мавлянова (узб. Oysha Mavlonova; 2 июля 1922, Туркестан, Туркестанская АССР, РСФСР — 12 января 1991, Самарканд, Узбекская ССР) — советская, узбекская оперная певица (меццо-сопрано), актриса. Народная артистка Узбекской ССР (1974).

## Биография
Родилась 2 июля 1922 года, в городе Туркестане Туркестанской АССР. Свой творческий путь начала в 1939 году на сцене Джизакского театра, которому в 1932 году был присвоен статус «колхозно-совхозный театр». Театр набрал труппу из молодых талантливых актёров, в число которых вошла и Мавлянова. 
В 1946 году перешла в труппу Самаркандского театра музыкальной комедии и драмы имени Хамида Алимджана. Когда в 1964 году был образован Самаркандский театр оперы и балета, артисты театра музыкальной комедии и драмы составили основу вновь созданного коллектива. Мавлянова стала солистской первого состава театральной труппы. Проработала в самаркандском театре до 1977 года. В 1974 году ей было присвоено звание народной артистки Узбекской ССР.
Скончалась 12 января 1991 года в Самарканде.

## Творчество
Айша Мавлянова обладала ярким сценическим талантом и широким диапазоном голоса, что позволяло ей в полной мере раскрывать душевное состояние и внутренний мир своих персонажей. Исполнила главные партии в операх «Гульсара» (Р. Глиэр, Т. Содыков), «Нурхан» (Т. Джалилов), «Надира» (К. Джаббаров, С. Хайитбаев), узб. Суймаганга суйканма (С. Ходжаниязов), «Золотое озеро» (М. Левиев), в музыкальных драмах «Незнакомец» (К. Отаниязов, М. Юсупов), «Фархад и Ширин» (В. Успенский, Г. Мушель), «Проделки Майсары» (С. Юдаков), «Хамза» (С. Бобоев) и других операх и драматических постановках. Также выступала на сцене с концертными программами, её выступления в основном состояли из классического репертуара и узбекских народных песен, таких как узб. Муноджот, узб. Чоргоҳ.
Сыграла роль Хури в фильме «Птичка-невеличка», снятом в 1961 году на киностудии «Узбекфильм» режиссёром Латифом Файзиевым по повести Абдуллы Каххара.

## Награды
- Народная артистка Узбекской ССР (1974)[1]